# Liste der Baudenkmäler in Rheda-Wiedenbrück
Die Liste der Baudenkmäler in Rheda-Wiedenbrück enthält die denkmalgeschützten Bauwerke auf dem Gebiet der Stadt Rheda-Wiedenbrück im Kreis Gütersloh in Nordrhein-Westfalen (Stand: 20. Januar 2023). Diese Baudenkmäler sind in der Denkmalliste der Stadt Rheda-Wiedenbrück eingetragen; Grundlage für die Aufnahme ist das Denkmalschutzgesetz Nordrhein-Westfalen (DSchG NRW).

| Bild | Bezeichnung | Lage                                                                   | Beschreibung | Bauzeit                             | Eingetragen seit   | Denkmal- nummer |
| --- | --- | ---------------------------------------------------------------------- | --- | ----------------------------------- | ------------------ | --------------- |
| Schafstall | Schafstall | Batenhorst Auf’m Zuschlag 117 Karte                                    | | 1663                                |                    |                 |
| | Fachwerkgiebelhaus | Batenhorst Buschkampweg 78 (ehem. Am Faulbusch 35)                     | | 1717                                |                    |                 |
| Vierständer-Fachwerkhaus | Vierständer-Fachwerkhaus | Batenhorst Knobelweg 23 Karte                                          | | 1770                                |                    |                 |
| | Speicher auf der Hofstelle Westhues | Batenhorst Meerweg 1                                                   | | 1696/97                             |                    |                 |
| BW | Fachwerkbauernhaus mit Backhaus und Kartoffelkeller | Batenhorst Patkenbach 5 Karte                                          | | 1793                                |                    |                 |
| Meilenstein | Meilenstein | Batenhorst Lippstädter Straße Karte                                    | | 1. Hälfte 19. Jh.                   |                    |                 |
| BW | Speicher auf der Hofstelle Westhues | Batenhorst Meerweg 1 Karte                                             | | 1696/97                             | 30. September 2020 | 280             |
| | Bildstock | Lintel Am Postdamm 63                                                  | | 1703                                |                    |                 |
| weitere Bilder | Historischer Meilenstein | Lintel Bielefelder Straße Karte                                        | | 1. Hälfte 19. Jh.                   |                    |                 |
| Putzfachwerkgiebelhaus | Putzfachwerkgiebelhaus | Lintel Bielefelder Straße 142 Karte                                    | | 1699                                |                    |                 |
| ehem. Mautstation | ehem. Mautstation | Lintel Bielefelder Straße 150 Karte                                    | | 1831                                |                    |                 |
| Haus Waldeck | Haus Waldeck | Lintel Bielefelder Straße 156 Karte                                    | | 1929, erweitert 1939/40             | 2012               |                 |
| | Hofstelle „Bartels Hof“ | Lintel Bielefelder Straße 165                                          | |                                     | 03.12.2021         | 284             |
| Wassermühle „Buuke Mühle“, Fachwerkbau | Wassermühle „Buuke Mühle“, Fachwerkbau | Lintel Kornstraße Karte                                                | | 2. Hälfte 19. Jh.                   |                    |                 |
| BW | Vierständer-Fachwerkgiebelhaus | Lintel Maaßfeld 1a / Röckinghausen Karte                               | | 1750                                |                    |                 |
| Bildstock | Bildstock | Lintel Neuenkirchener Landstraße 39 Karte                              | | 1669                                |                    |                 |
| BW | Gut Schledebrück, Haupthaus Fachwerktraufenhaus, Torhaus 3-Gebindefachwerk, Fachwerk-Kapellenpavillon, Fachwerk-Brauhaus, Fünfständer-Fachwerkstall, Fachwerkmühle, Bildstock                                                                                      | Lintel Schledebrück 1 + 5 Karte                                        | | 18. Jh./Anfang 19. Jh.              |                    |                 |
| Hofkapelle | Hofkapelle | Lintel Varenseller Straße 91 Karte                                     | | 1906                                |                    |                 |
| Hof Kalthof, Vierständer-Fachwerkhaus | Hof Kalthof, Vierständer-Fachwerkhaus | Nordrheda-Ems Emser Landstraße 73 Karte                                | | 1708                                |                    |                 |
| BW | Mertenshof (Haupthaus Vierständer-Fachwerkhaus und Fachwerkschafstall) | Nordrheda-Ems Moorweg 77 Karte                                         | | 1707–1718                           |                    |                 |
| weitere Bilder | „Domhof“ Fachwerkgiebelhaus (Haus des ehemaligen gräflichen Stadt- und Amtsrichters) | Rheda Am Domhof 1 Karte                                                | | 1616                                |                    |                 |
| Gedenkstätte im Fichtenbusch | Gedenkstätte im Fichtenbusch | Rheda Am Fichtenbusch Karte                                            | | 1956                                | 9. Juni 2020       | 279             |
| ehem. Brennerei Hagedorn (2 Eintragungsbescheide): 2 Fabrikantenvillen sowie Brennerei, Kontor u. Fabrikationsgebäude | ehem. Brennerei Hagedorn (2 Eintragungsbescheide): 2 Fabrikantenvillen sowie Brennerei, Kontor u. Fabrikationsgebäude | Rheda Bahnhofstraße 4-8 / Brentanostraße 20 Karte                      | | 1864                                |                    |                 |
| Fachwerktraufenhaus (Klassizistisches Bürgerhaus) | Fachwerktraufenhaus (Klassizistisches Bürgerhaus) | Rheda Berliner Straße 7 Karte                                          | | 1830–1840                           |                    |                 |
| Stadtvilla (Denkmalwert: Fassaden einschl. Dachkörper) | Stadtvilla (Denkmalwert: Fassaden einschl. Dachkörper) | Rheda Berliner Straße 14 Karte                                         | | 1873                                |                    |                 |
| Hotel am Doktorplatz Fachwerkgiebelhaus | Hotel am Doktorplatz Fachwerkgiebelhaus | Rheda Berliner Straße 19 Karte                                         | | 1732                                |                    |                 |
| weitere Bilder | Ehemaliges Amtsgericht | Rheda Berliner Straße 22/24 und 22a Karte                              | neunachsiges Barockhaus mit Nebengebäuden                                                                                   | 1749                                |                    |                 |
| weitere Bilder | Fachwerkgiebelhaus | Rheda Berliner Straße 30 Karte                                         | | 1660                                |                    |                 |
| Fachwerkgiebelhaus | Fachwerkgiebelhaus | Rheda Berliner Straße 38 Karte                                         | | Mitte 19. Jh.                       |                    |                 |
| Wohn- und Geschäftshaus | Wohn- und Geschäftshaus | Rheda Berliner Straße 47 Karte                                         | | ca. 1863 Anbau 1925                 |                    |                 |
| weitere Bilder | Haus Poppenburg | Rheda Berliner Straße 52 Karte                                         | | 1609                                |                    |                 |
| Fachwerkgiebelhaus | Fachwerkgiebelhaus | Rheda Bosfeld 10 Karte                                                 | | 1817                                |                    |                 |
| Haus Bosfeld (Herrenhaus, Wirtschaftshof mit Ökonomiegebäuden, Torpfeilerpaar, Gräftensystem, Garteninsel, Vorplatz und Landschaftsgarten) | Haus Bosfeld (Herrenhaus, Wirtschaftshof mit Ökonomiegebäuden, Torpfeilerpaar, Gräftensystem, Garteninsel, Vorplatz und Landschaftsgarten) | Rheda Bosfeld 36 Karte                                                 | | 18. Jh.                             |                    |                 |
| Fachwerkhaus (Haus des ehemaligen gräflichen Münzmeisters) | Fachwerkhaus (Haus des ehemaligen gräflichen Münzmeisters) | Rheda Doktorplatz 5 Karte                                              | | 17. Jh.                             |                    |                 |
| Fachwerkgiebelhaus | Fachwerkgiebelhaus | Rheda Doktorplatz 6 Karte                                              | | 1716                                |                    |                 |
| Fachwerkgiebelhaus und Speicher | Fachwerkgiebelhaus und Speicher | Rheda Doktorplatz 8 Karte                                              | | 17. Jh.                             |                    |                 |
| weitere Bilder | Fürstl. Mausoleum/alte Friedhofsanlage | Rheda Fürst-Bentheim-Straße / Ev. Friedhof Rheda Karte                 | | 1830                                |                    |                 |
| Grabstelle der Familie Simons | Grabstelle der Familie Simons | Rheda Fürst-Bentheim-Straße / Ev. Friedhof Rheda Karte                 | | 1940                                | 12.12.2022         | 286             |
| Putzbau auf Natursteinsockel | Putzbau auf Natursteinsockel | Rheda Fürst-Bentheim-Straße 45 Karte                                   | | ca. 1918                            |                    |                 |
| Katholische Kirche „St. Johannes Baptist“ | Katholische Kirche „St. Johannes Baptist“ | Rheda Fürst-Bentheim-Straße 51 Karte                                   | | 1965/66                             | 6. Juli 2016       | 274             |
| Fachwerkgiebelhaus | Fachwerkgiebelhaus | Rheda Großer Wall 21 Karte                                             | | 1866                                |                    |                 |
| Fachwerkgiebelhaus | Fachwerkgiebelhaus | Rheda Großer Wall 23 Karte                                             | | Anfang 19. Jh.                      |                    |                 |
| Fachwerktraufenhaus | Fachwerktraufenhaus | Rheda Großer Wall 24 Karte                                             | | Anfang 19. Jh.                      |                    |                 |
| Fachwerkgiebelhaus | Fachwerkgiebelhaus | Rheda Großer Wall 25 Karte                                             | | 1723                                |                    |                 |
| Fachwerkgiebelhaus (Außenwände und Dachkörper ohne Anbau, Kerngerüst Ständerreihe beidseits der Deele und Deckenbalkenlage zwischen OG und Dachboden) | Fachwerkgiebelhaus (Außenwände und Dachkörper ohne Anbau, Kerngerüst Ständerreihe beidseits der Deele und Deckenbalkenlage zwischen OG und Dachboden) | Rheda Großer Wall 32 Karte                                             | | 18. Jh.                             |                    |                 |
| Fachwerktraufenhaus | Fachwerktraufenhaus | Rheda Großer Wall 33 Karte                                             | | 1715                                |                    |                 |
| Speicher | Speicher | Rheda Großer Wall 35a Karte                                            | | 2. Hälfte 19. Jh.                   |                    |                 |
| Fachwerkgiebelhaus | Fachwerkgiebelhaus | Rheda Großer Wall 37 Karte                                             | | ca. 1700                            |                    |                 |
| Fachwerkgiebelhaus | Fachwerkgiebelhaus | Rheda Großer Wall 38 Karte                                             | | 19. Jh.                             |                    |                 |
| Fachwerktraufenhaus | Fachwerktraufenhaus | Rheda Großer Wall 40 Karte                                             | | Anfang 19. Jh.                      |                    |                 |
| Fachwerkgiebelhaus | Fachwerkgiebelhaus | Rheda Großer Wall 42 Karte                                             | | 1832                                |                    |                 |
| Fachwerkgiebelhaus | Fachwerkgiebelhaus | Rheda Großer Wall 44 Karte                                             | | 1606                                |                    |                 |
| Fachwerkgiebelhaus | Fachwerkgiebelhaus | Rheda Großer Wall 46 Karte                                             | | 1617                                |                    |                 |
| Fachwerkgiebelhaus | Fachwerkgiebelhaus | Rheda Großer Wall 48 Karte                                             | | 1617 ?                              |                    |                 |
| Fachwerkgiebelhaus | Fachwerkgiebelhaus | Rheda Großer Wall 50 Karte                                             | | 1. Hälfte 18. Jh.                   |                    |                 |
| Fachwerkgiebelhaus | Fachwerkgiebelhaus | Rheda Großer Wall 52 Karte                                             | | 18. Jh.                             |                    |                 |
| Fachwerkgiebelhaus | Fachwerkgiebelhaus | Rheda Großer Wall 54 Karte                                             | | ca. 1800                            |                    |                 |
| Fachwerkgiebelhaus | Fachwerkgiebelhaus | Rheda Großer Wall 58/60 Karte                                          | | 1779                                |                    |                 |
| Fachwerktraufenhaus | Fachwerktraufenhaus | Rheda Großer Wall 62 Karte                                             | | 2. Hälfte 19. Jh.                   |                    |                 |
| Fachwerkgiebelhaus (straßenseitige Giebelfassade, Traufseiten, Dachkörper) | Fachwerkgiebelhaus (straßenseitige Giebelfassade, Traufseiten, Dachkörper) | Rheda Großer Wall 66 Karte                                             | | 1733                                |                    |                 |
| Fachwerkgiebelhaus | Fachwerkgiebelhaus | Rheda Großer Wall 68 Karte                                             | | 1550–1600/Vorderhaus                |                    |                 |
| weitere Bilder | Ehem. Fabrikantenvilla, „Emshaus“ | Rheda Gütersloher Straße 22 Karte                                      | | 1940/41                             | 07.07.2021         | 281             |
| Mietshaus in Massivbauweise mit Natursteinfassade | Mietshaus in Massivbauweise mit Natursteinfassade | Rheda Gütersloher Straße 28 Karte                                      | | 1922/1923                           |                    |                 |
| Traufenständiger Putzbau | Traufenständiger Putzbau | Rheda Herzebrocker Straße 9 Karte                                      | | 1865                                |                    |                 |
| Fachwerkgiebelhaus | Fachwerkgiebelhaus | Rheda Hoppenstraße 10 Karte                                            | | Ende 16. Jh./frühes 17. Jh.         |                    |                 |
| Kleines Fachwerkgiebelhaus | Kleines Fachwerkgiebelhaus | Rheda Hoppenstraße 11 Karte                                            | | um 1650                             |                    |                 |
| Kleines Fachwerkgiebelhaus | Kleines Fachwerkgiebelhaus | Rheda Hoppenstraße 12 Karte                                            | | 1752                                | 30.11.2022         | 285             |
| Fachwerkgiebelhaus (4 Fassadenseiten, Dachhaut mit der derzeit vorhandenen Dachneigung) | Fachwerkgiebelhaus (4 Fassadenseiten, Dachhaut mit der derzeit vorhandenen Dachneigung) | Rheda Hoppenstraße 13 Karte                                            | | 1. Hälfte 19. Jh.                   |                    |                 |
| Jüdischer Friedhof | Jüdischer Friedhof | Rheda Ignatz-Bubis-Platz (vormals Woesteweg/Am Ruthenbach) Karte       | | 18. Jh.                             |                    |                 |
| Fachwerkgiebelhaus | Fachwerkgiebelhaus | Rheda Kleine Straße 3 Karte                                            | | 1619                                |                    |                 |
| Fachwerkgiebelhaus (nur Außenhaut) | Fachwerkgiebelhaus (nur Außenhaut) | Rheda Kleine Straße 4 Karte                                            | | 17. Jh.                             |                    |                 |
| Fachwerkgiebelhaus | Fachwerkgiebelhaus | Rheda Kleine Straße 5 Karte                                            | | 18. Jh.                             |                    |                 |
| Fachwerktraufenhaus | Fachwerktraufenhaus | Rheda Kleine Straße 6 Karte                                            | | Mitte 18. Jh.                       |                    |                 |
| Fachwerkgiebelhaus | Fachwerkgiebelhaus | Rheda Kleine Straße 7 Karte                                            | | 1725                                |                    |                 |
| Fachwerktraufenhaus | Fachwerktraufenhaus | Rheda Kleine Straße 8/10 Karte                                         | | 18. Jh./Gerüst um 1600              |                    |                 |
| Fachwerkgiebelhaus | Fachwerkgiebelhaus | Rheda Kleine Straße 9 Karte                                            | | 1620                                |                    |                 |
| Leinewebermuseum Fachwerkgiebelhaus | Leinewebermuseum Fachwerkgiebelhaus | Rheda Kleine Straße 11 Karte                                           | | 1734                                |                    |                 |
| Fachwerkgiebelhaus | Fachwerkgiebelhaus | Rheda Kleine Straße 12 Karte                                           | | 1. Hälfte des 19. Jh.               |                    |                 |
| Fachwerktraufenhaus | Fachwerktraufenhaus | Rheda Kleine Straße 13 Karte                                           | | 1830                                |                    |                 |
| Fachwerkgiebelhaus | Fachwerkgiebelhaus | Rheda Kleine Straße 15 Karte                                           | | 18. Jh.                             |                    |                 |
| Fachwerkgiebelhaus | Fachwerkgiebelhaus | Rheda Kleine Straße 17 Karte                                           | | 1670                                |                    |                 |
| Fachwerkgiebelhaus | Fachwerkgiebelhaus | Rheda Kleine Straße 18 Karte                                           | | 1678                                |                    |                 |
| Fachwerktraufenhaus | Fachwerktraufenhaus | Rheda Moosstraße 1 Karte                                               | | Ende 16. Jh.                        |                    |                 |
| Fachwerkgiebelhaus (straßenseitige Giebelfassade, Traufwände) | Fachwerkgiebelhaus (straßenseitige Giebelfassade, Traufwände) | Rheda Moosstraße 3 Karte                                               | | Ende 17. Jh./Anfang 18. Jh.         |                    |                 |
| Fachwerkgiebelhaus | Fachwerkgiebelhaus | Rheda Moosstraße 4 Karte                                               | | ca. 1600                            |                    |                 |
| Fachwerktraufenhaus | Fachwerktraufenhaus | Rheda Moosstraße 5 Karte                                               | | 18. Jh.                             |                    |                 |
| Fachwerktraufenhaus | Fachwerktraufenhaus | Rheda Moosstraße 7 Karte                                               | | 18. Jh.                             |                    |                 |
| Fachwerktraufenhaus | Fachwerktraufenhaus | Rheda Moosstraße 8 Karte                                               | | 1848                                |                    |                 |
| Fachwerkgiebelhaus | Fachwerkgiebelhaus | Rheda Nadelstraße 2 Karte                                              | | 1762                                |                    |                 |
| Fachwerkgiebelhaus | Fachwerkgiebelhaus | Rheda Nadelstraße 4 Karte                                              | | ca. 1700                            |                    |                 |
| Fachwerkgiebelhaus | Fachwerkgiebelhaus | Rheda Nadelstraße 6 Karte                                              | | ca. 1800                            |                    |                 |
| Kriegerdenkmal | Kriegerdenkmal | Rheda Neuenkirchener Straße Karte                                      | | 1875                                |                    |                 |
| Wohnhaus | Wohnhaus | Rheda Neuenkirchener Straße 2 Karte                                    | |                                     | 03.12.2021         | 283             |
| 6 Fachwerkreihenhäuser | 6 Fachwerkreihenhäuser | Rheda Neuenkirchener Straße 12-22 Karte                                | | 1802                                |                    |                 |
| Fachwerktraufenhaus mit Wirtschaftsgebäude | Fachwerktraufenhaus mit Wirtschaftsgebäude | Rheda Neuenkirchener Straße 28 Karte                                   | | 1794                                |                    |                 |
| Fachwerktraufenhaus mit Wirtschaftsgebäude | Fachwerktraufenhaus mit Wirtschaftsgebäude | Rheda Neuenkirchener Straße 30 Karte                                   | | 1794                                |                    |                 |
| Wohnhaus, Massivbau (reduzierter Jugendstil) | Wohnhaus, Massivbau (reduzierter Jugendstil) | Rheda Neuer Wall 5 Karte                                               | | 1906                                |                    |                 |
| Ehem. Außenarbeitsstelle | Ehem. Außenarbeitsstelle | Rheda Nonenstraße 11 Karte                                             | |                                     | 16.09.2021         | 282             |
| 2-geschossiges Wohnhaus, Massivbauweise | 2-geschossiges Wohnhaus, Massivbauweise | Rheda Pixeler Straße 2 Karte                                           | | 1914                                |                    |                 |
| weitere Bilder | Röttekensches Palais, Putzbau (Wohnhaus, Wirtschaftsgebäude, Einfriedung, Gartenhäuschen) | Rheda Pixeler Straße 4 Karte                                           | | 1829/1830                           | 1995               |                 |
| Wohnhaus (Bauhausstil) | Wohnhaus (Bauhausstil) | Rheda Pixeler Straße 25 Karte                                          | | 1931                                |                    |                 |
| Fabrikantenvilla | Fabrikantenvilla | Rheda Pixeler Straße 60 Karte                                          | Erbaut von Rudolf Simons Architekt Otto Engler                                                                              | 1913                                |                    |                 |
| weitere Bilder | Evangelische Stadtkirche Rheda | Rheda Rathausplatz 4 Karte                                             | |                                     | 25. Mai 1983       |                 |
| Grabplatte von Gräfin Sophia Agnes Eleonore zu Bentheim-Tecklenburg | Grabplatte von Gräfin Sophia Agnes Eleonore zu Bentheim-Tecklenburg | Rheda Rathausplatz 4 Karte                                             | Grabplatte aus Anröchter Bitterkalk, Maße 209 × 101 cm                                                                      | 1691                                | 26. März 2015      | 91              |
| Grabplatte von Johannes von Bistram, Drost, zuvor Hofmeister | Grabplatte von Johannes von Bistram, Drost, zuvor Hofmeister | Rheda Rathausplatz 4 Karte                                             | Grabplatte aus Baumberger Sandstein, Maße 297 × 146 cm                                                                      | 1685                                | 26. März 2015      | 91              |
| Grabplatte von Johannes Schildius, Hof- und Stadtprediger | Grabplatte von Johannes Schildius, Hof- und Stadtprediger | Rheda Rathausplatz 4 Karte                                             | Grabplatte aus Anröchter Bitterkalk, Maße 196 × 83 cm                                                                       | 1686                                | 26. März 2015      | 91              |
| weitere Bilder | Schlossanlage Rheda | Rheda Steinweg 1–16 Karte                                              | | 12. bis 19. Jh.                     |                    |                 |
| Fachwerkgiebelhaus | Fachwerkgiebelhaus | Rheda Widumstraße 3 Karte                                              | | 1650                                |                    |                 |
| Fachwerkgiebelhaus | Fachwerkgiebelhaus | Rheda Widumstraße 5 Karte                                              | | 19. Jh.                             |                    |                 |
| Fachwerkgiebelhaus | Fachwerkgiebelhaus | Rheda Widumstraße 8 Karte                                              | | 19. Jh.                             |                    |                 |
| Fachwerkgiebelhaus | Fachwerkgiebelhaus | Rheda Widumstraße 9 Karte                                              | | ca. 1. Hälfte 19. Jh. Anbau 1900    |                    |                 |
| Fachwerkgiebelhaus | Fachwerkgiebelhaus | Rheda Widumstraße 12 Karte                                             | | 1644                                |                    |                 |
| Weinberg-Villa | Weinberg-Villa | Rheda Wilhelmstraße 20a Karte                                          | Ehemalige Fabrikantenvilla                                                                                                  | 1926/27                             | 27. Mai 2003       |                 |
| Villa | Villa | Rheda Wilhelmstraße 23 Karte                                           | | 1851 Anbau 1909                     |                    |                 |
| Fachwerktraufenhaus | Fachwerktraufenhaus | Rheda Wilhelmstraße 30 Karte                                           | | ca. 1800                            |                    |                 |
| 2-geschossiges Wohnhaus, Massivbauweise | 2-geschossiges Wohnhaus, Massivbauweise | Rheda Wilhelmstraße 36 Karte                                           | | 1902                                |                    |                 |
| weitere Bilder | Kath. Pfarrkirche St. Clemens | Rheda Wilhelmstraße 39 Karte                                           | Neoromanische Kirche | 1910                                |                    |                 |
| Kreuzigungsgruppe | Kreuzigungsgruppe | St. Vit Am Lattenbusch Karte                                           | | Ende 18. Jh./Anfang 19. Jh.         |                    |                 |
| weitere Bilder | Küsterhaus, Zweiständer-Fachwerktraufenhaus | St. Vit Am Lattenbusch 5 Karte                                         | | 1658                                |                    |                 |
| weitere Bilder | Kath. Pfarrkirche St. Vitus | St. Vit Am Lattenbusch 7 Karte                                         | | 1736 Anbau 1912                     |                    |                 |
| BW | Haus Neuhaus, Vierständer-Fachwerkhaus, Ziegelbau-Försterei, Schafstall, Fachwerkremise | St. Vit Auf der Wiek 1 und 3 Karte                                     | | 17. Jh. bzw. 19. Jh.                |                    |                 |
| BW | Deelentorgestell | St. Vit Nölkenweg 12 Karte                                             | | 1707                                |                    |                 |
| BW | Wirtschaftsgiebelfassade | St. Vit Steppentrup 1 Karte                                            | | 1692                                |                    |                 |
| weitere Bilder | Bildstock | St. Vit Stromberger Straße Karte                                       | | 1751                                |                    |                 |
| BW | Vierständer-Fachwerkhaus | St. Vit Stromberger Straße 181 Karte                                   | | 1725                                |                    |                 |
| BW | Fachwerkgiebelhaus | St. Vit Wieksweg 186 Karte                                             | | 1699                                |                    |                 |
| traufenständiger Putzbau | traufenständiger Putzbau | Wiedenbrück Aegidienwall 17 Karte                                      | | 1906                                |                    |                 |
| weitere Bilder | Amtshaus zum Reckenberg | Wiedenbrück Am Reckenberg 1–4 (früher: Wasserstraße 14) Karte          | | 1726                                |                    |                 |
| Fachwerktraufenhaus | Fachwerktraufenhaus | Wiedenbrück Berliner Wall 2 Karte                                      | | 1. Hälfte 19. Jh.                   |                    |                 |
| Fachwerktraufenhaus | Fachwerktraufenhaus | Wiedenbrück Berliner Wall 6 Karte                                      | | 1. Hälfte 19. Jh.                   |                    |                 |
| Fachwerkgiebelhaus | Fachwerkgiebelhaus | Wiedenbrück Berliner Wall 7 Karte                                      | | 1891                                |                    |                 |
| Fachwerktraufenhaus | Fachwerktraufenhaus | Wiedenbrück Berliner Wall 8 Karte                                      | | 1. Hälfte 19. Jh.                   |                    |                 |
| Fachwerktraufenhaus und ehemaliger Stall | Fachwerktraufenhaus und ehemaliger Stall | Wiedenbrück Berliner Wall 10 Karte                                     | | 18. Jh. Bzw. 19. Jh.                |                    |                 |
| Fachwerktraufenhaus | Fachwerktraufenhaus | Wiedenbrück Berliner Wall 11 Karte                                     | | 1. Hälfte 19. Jh.                   |                    |                 |
| Fachwerktraufenhaus | Fachwerktraufenhaus | Wiedenbrück Berliner Wall 15 Karte                                     | | 1. Hälfte 19. Jh.                   |                    |                 |
| Fachwerkgiebelhaus | Fachwerkgiebelhaus | Wiedenbrück Berliner Wall 21 Karte                                     | | wahrscheinlich 16. Jh.              |                    |                 |
| Klassizistisches Fachwerkhaus | Klassizistisches Fachwerkhaus | Wiedenbrück Bielefelder Straße 6 Karte                                 | | 1820er Jahre                        | 2018               | 276?            |
| ehem. Landwirtschaftsschule, Klinkergebäudekomplex mit Fachwerkgiebeln | ehem. Landwirtschaftsschule, Klinkergebäudekomplex mit Fachwerkgiebeln | Wiedenbrück Bielefelder Straße 47 Karte                                | | 1936                                |                    |                 |
| Fachwerkgiebelhaus | Fachwerkgiebelhaus | Wiedenbrück Birnstraße 6 Karte                                         | | 1640                                |                    |                 |
| Fachwerkgiebelhaus | Fachwerkgiebelhaus | Wiedenbrück Birnstraße 9 Karte                                         | | 1792                                |                    |                 |
| Fachwerkgiebelhaus | Fachwerkgiebelhaus | Wiedenbrück Birnstraße 10 Karte                                        | | 1. Viertel 19. Jh.                  |                    |                 |
| Fachwerktraufenhaus | Fachwerktraufenhaus | Wiedenbrück Birnstraße 19 Karte                                        | | 1640                                |                    |                 |
| Fachwerkgiebelhaus | Fachwerkgiebelhaus | Wiedenbrück Düsternstraße 2 Karte                                      | | 1621                                |                    |                 |
| weitere Bilder | ehem. Verstärkerstation, 2 Fachwerkhäuser und Bunkeranlage | Wiedenbrück Eusterbrockstraße 40–44 Karte                              | | 1938–1940                           |                    |                 |
| weitere Bilder | Fachwerkgiebelhaus | Wiedenbrück Gänsemarkt 2 Karte                                         | | ca. 1620/Kerngerüst                 |                    |                 |
| Fachwerkhaus, Rückwärtiger Teil von Lange Straße 88 (Fassaden und Dachkörper) | Fachwerkhaus, Rückwärtiger Teil von Lange Straße 88 (Fassaden und Dachkörper) | Wiedenbrück Gänsemarkt 15 a Karte                                      | | 1592                                |                    |                 |
| Giebelständiger Putzbau, Wohnhaus mit Atelieranbau | Giebelständiger Putzbau, Wohnhaus mit Atelieranbau | Wiedenbrück Hauptstraße 24 Karte                                       | Wohnhaus und Atelier von Heinrich Repke                                                                                     | 1906/07                             |                    |                 |
| BW | Bunker 36 | Wiedenbrück Haxthäuser Weg 146 Karte                                   | Grundnetz-, Schalt- und Vermittlungsstelle der Bundeswehr                                                                   | zwischen 1962 und 1966              | 2013               |                 |
| weitere Bilder | Fachwerkgiebelhaus | Wiedenbrück In der Halle 2 Karte                                       | | 1567                                |                    |                 |
| Fachwerkgiebelhaus | Fachwerkgiebelhaus | Wiedenbrück In der Halle 4 Karte                                       | | 1513                                |                    |                 |
| Villa (Internationaler Stil) | Villa (Internationaler Stil) | Wiedenbrück Jodokus-Temme-Straße 15 Karte                              | | Ende der 1920er                     |                    |                 |
| weitere Bilder | Fachwerktraufenhaus | Wiedenbrück Katthagen 2 Karte                                          | | 1624                                |                    |                 |
| Fachwerkgiebelhaus | Fachwerkgiebelhaus | Wiedenbrück Katthagen 3 Karte                                          | | 1637                                |                    |                 |
| Fachwerkgiebelhaus | Fachwerkgiebelhaus | Wiedenbrück Katthagen 4 Karte                                          | |                                     |                    |                 |
| weitere Bilder | Fachwerkgiebelhaus | Wiedenbrück Kirchplatz 1 Karte                                         | | ca. 1570–75/Anbau 1610              |                    |                 |
| Fachwerktraufenhaus | Fachwerktraufenhaus | Wiedenbrück Kirchstraße 1 Karte                                        | | 18. Jh.                             |                    |                 |
| Fachwerktraufenhaus | Fachwerktraufenhaus | Wiedenbrück Kirchstraße 9 Karte                                        | | 1689                                |                    |                 |
| weitere Bilder | Fachwerkgiebelhaus | Wiedenbrück Kirchstraße 10 Karte                                       | | 1686                                |                    |                 |
| Fachwerktraufenhaus | Fachwerktraufenhaus | Wiedenbrück Kirchstraße 12 Karte                                       | | 1. Viertel 19. Jh./evtl. 1821       |                    |                 |
| Fachwerkgiebelhaus | Fachwerkgiebelhaus | Wiedenbrück Klingelbrink 3 Karte                                       | | 18. Jh./Kerngerüst                  |                    |                 |
| Fachwerkgiebelhaus (die in Fachwerkbauweise erstellten Fassaden (Straßenfassade und beide Trauffassaden) und das Dach mit Dacheindeckung und historischem Dachstuhl (Sparrengebinde, Windstreben, Hahnenbalken und Deckenbalken/Kehlbalken über dem Obergeschoss)) | Fachwerkgiebelhaus (die in Fachwerkbauweise erstellten Fassaden (Straßenfassade und beide Trauffassaden) und das Dach mit Dacheindeckung und historischem Dachstuhl (Sparrengebinde, Windstreben, Hahnenbalken und Deckenbalken/Kehlbalken über dem Obergeschoss)) | Wiedenbrück Klingelbrink 5 Karte                                       | | 17. Jh.                             |                    |                 |
| Fachwerkgiebelhaus | Fachwerkgiebelhaus | Wiedenbrück Klingelbrink 9 Karte                                       | | 1615                                |                    |                 |
| Fachwerkgiebelhaus | Fachwerkgiebelhaus | Wiedenbrück Klingelbrink 14 Karte                                      | | ca. 1575                            |                    |                 |
| Fachwerkgiebelhaus (nur Haupthaus) | Fachwerkgiebelhaus (nur Haupthaus) | Wiedenbrück Klingelbrink 17 Karte                                      | | 1650                                |                    |                 |
| Fachwerkgiebelhaus | Fachwerkgiebelhaus | Wiedenbrück Klingelbrink 23 Karte                                      | | Anfang 17. Jh.                      |                    |                 |
| Fachwerkgiebelhaus | Fachwerkgiebelhaus | Wiedenbrück Klingelbrink 25 Karte                                      | | 1582                                |                    |                 |
| Fachwerktraufenhaus (1 Eintragung mit „Neupförtner Wall 37“) | Fachwerktraufenhaus (1 Eintragung mit „Neupförtner Wall 37“) | Wiedenbrück Klingelbrink 27 Karte                                      | | ca. 18. Jh.                         |                    |                 |
| Bildstock | Bildstock | Wiedenbrück Krumholzstraße / Varenseller Straße Karte                  | | 1908                                |                    |                 |
| Fachwerkgiebelhaus | Fachwerkgiebelhaus | Wiedenbrück Lange Straße 10 Nebengebäude Karte                         | | 1583                                |                    |                 |
| Fachwerkgiebelhaus | Fachwerkgiebelhaus | Wiedenbrück Lange Straße 14 Karte                                      | | Ende 18. Jh.                        |                    |                 |
| Fachwerkgiebelhaus | Fachwerkgiebelhaus | Wiedenbrück Lange Straße 19 Karte                                      | | 18. bzw. 19. Jh.                    |                    |                 |
| Fachwerkgiebelhaus (Giebelfassade „Lange Straße“ mit Anbau, Trauffassade zum „Klingelbrink“, Dach über dem Hauptgebäude einschl. der gesamten Dachkonstruktion, Holzbalkendecke über dem OG)                                                                       | Fachwerkgiebelhaus (Giebelfassade „Lange Straße“ mit Anbau, Trauffassade zum „Klingelbrink“, Dach über dem Hauptgebäude einschl. der gesamten Dachkonstruktion, Holzbalkendecke über dem OG)                                                                       | Wiedenbrück Lange Straße 22 Karte                                      | | 2. Hälfte 16. Jh.                   |                    |                 |
| Fachwerkgiebelhaus | Fachwerkgiebelhaus | Wiedenbrück Lange Straße 25 Karte                                      | | ca. 1650                            |                    |                 |
| Fachwerkgiebelhaus | Fachwerkgiebelhaus | Wiedenbrück Lange Straße 26 Karte                                      | | 1690                                |                    |                 |
| weitere Bilder | Fachwerkgiebelhaus | Wiedenbrück Lange Straße 27 Karte                                      | | 1584 Umbau 1843/44                  |                    |                 |
| Fachwerkgiebelhaus | Fachwerkgiebelhaus | Wiedenbrück Lange Straße 29 Karte                                      | | frühes 17. Jh.                      |                    |                 |
| weitere Bilder | Fachwerkgiebelhaus | Wiedenbrück Lange Straße 31 Karte                                      | | 1662                                |                    |                 |
| weitere Bilder | Fachwerkgiebelhaus | Wiedenbrück Lange Straße 33 Karte                                      | | 1604                                |                    |                 |
| Fachwerkgiebelhaus | Fachwerkgiebelhaus | Wiedenbrück Lange Straße 35 Karte                                      | | 1610                                |                    |                 |
| Fachwerkhaus (ehemaliges Stallgebäude mit Kutscherwohnung) | Fachwerkhaus (ehemaliges Stallgebäude mit Kutscherwohnung) | Wiedenbrück Lange Straße 35a Karte                                     | | 1902                                |                    |                 |
| Haus Ottens, Fachwerkgiebelhaus | Haus Ottens, Fachwerkgiebelhaus | Wiedenbrück Lange Straße 38 Karte                                      | | 1635                                |                    |                 |
| Fachwerkgiebelhaus (nur Fassade) | Fachwerkgiebelhaus (nur Fassade) | Wiedenbrück Lange Straße 39 Karte                                      | | Ende 18. Jh.                        |                    |                 |
| Backsteingiebelhaus | Backsteingiebelhaus | Wiedenbrück Lange Straße 40 Karte                                      | Zweigeschossiges Backsteingiebelhaus im Rundbogenstil                                                                       | 1863                                | 2012               |                 |
| Fachwerkgiebelhaus | Fachwerkgiebelhaus | Wiedenbrück Lange Straße 41 Karte                                      | | 1598                                |                    |                 |
| Fachwerktraufenhaus | Fachwerktraufenhaus | Wiedenbrück Lange Straße 42 Karte                                      | | Ende 18. Jh.                        |                    |                 |
| Fachwerktraufenhaus | Fachwerktraufenhaus | Wiedenbrück Lange Straße 44 Karte                                      | | ca. 1514                            |                    |                 |
| | | Wiedenbrück Lange Straße 47 Karte                                      | Zweigeschossige, giebelständige Gebäude                                                                                     | 1865/66                             | 9. Juni 2020       | 278             |
| weitere Bilder | Fachwerkgiebelhaus | Wiedenbrück Lange Straße 50 Karte                                      | | 1591                                |                    |                 |
| Fachwerkgiebelhaus | Fachwerkgiebelhaus | Wiedenbrück Lange Straße 51 Karte                                      | | ca. 1625                            |                    |                 |
| Fachwerkgiebelhaus | Fachwerkgiebelhaus | Wiedenbrück Lange Straße 52 Karte                                      | | 1604                                |                    |                 |
| Fachwerkgiebelhaus | Fachwerkgiebelhaus | Wiedenbrück Lange Straße 53 Karte                                      | | 1826                                |                    |                 |
| Fachwerkgiebelhaus | Fachwerkgiebelhaus | Wiedenbrück Lange Straße 54 Karte                                      | | 1619/1949                           |                    |                 |
| Fachwerkgiebelhaus | Fachwerkgiebelhaus | Wiedenbrück Lange Straße 55 Karte                                      | | 1565                                |                    |                 |
| Fachwerkgiebelhaus | Fachwerkgiebelhaus | Wiedenbrück Lange Straße 56 Karte                                      | | frühes 19. Jh.                      |                    |                 |
| Fachwerktraufenhaus | Fachwerktraufenhaus | Wiedenbrück Lange Straße 57 Karte                                      | | 18. Jh.                             |                    |                 |
| Fachwerkgiebelhaus | Fachwerkgiebelhaus | Wiedenbrück Lange Straße 58 Karte                                      | | Ende 18. Jh./Anfang 19. Jh.         |                    |                 |
| Fachwerkgiebelhaus | Fachwerkgiebelhaus | Wiedenbrück Lange Straße 60 Karte                                      | | 1468–1473 / Anbau 1594              |                    |                 |
| Fachwerkgiebelhaus | Fachwerkgiebelhaus | Wiedenbrück Lange Straße 62 Karte                                      | | 1702                                |                    |                 |
| Fachwerkgiebelhaus | Fachwerkgiebelhaus | Wiedenbrück Lange Straße 64 Karte                                      | | 1660/Umbau 1936                     |                    |                 |
| Fachwerkgiebelhaus | Fachwerkgiebelhaus | Wiedenbrück Lange Straße 66 Karte                                      | | 18. Jh.                             |                    |                 |
| weitere Bilder | Fachwerkgiebelhaus | Wiedenbrück Lange Straße 71 Karte                                      | Zweigeschossiges giebelständiges Ackerbürgerhaus mit vermauerter Mitteldeele. Lateinische Inschrift mit Chronogramm (1671). | 1671                                |                    |                 |
| Fachwerkgiebelhaus | Fachwerkgiebelhaus | Wiedenbrück Lange Straße 72 Karte                                      | | 1614                                |                    |                 |
| Fachwerkgiebelhaus | Fachwerkgiebelhaus | Wiedenbrück Lange Straße 73 Karte                                      | | 1743                                |                    |                 |
| Fachwerkgiebelhaus | Fachwerkgiebelhaus | Wiedenbrück Lange Straße 74 Karte                                      | | 1585                                |                    |                 |
| Fachwerkgiebelhaus | Fachwerkgiebelhaus | Wiedenbrück Lange Straße 76 Karte                                      | | Anfang 17. Jh./Kerngerüst           |                    |                 |
| Fachwerkgiebelhaus | Fachwerkgiebelhaus | Wiedenbrück Lange Straße 78 Karte                                      | | 1608/Anbau 19. Jh.                  |                    |                 |
| Fachwerkgiebelhaus | Fachwerkgiebelhaus | Wiedenbrück Lange Straße 80 Karte                                      | | 1601                                |                    |                 |
| Fachwerkgiebelhaus | Fachwerkgiebelhaus | Wiedenbrück Lange Straße 81 Karte                                      | | ca. 16.–17. Jh. Umbau ca. 1900–1905 |                    |                 |
| Fachwerktraufenhaus | Fachwerktraufenhaus | Wiedenbrück Lange Straße 83 Karte                                      | | ca. 17.–18. Jh. Umbau ca. 1900–1910 |                    |                 |
| Fachwerkgiebelhaus | Fachwerkgiebelhaus | Wiedenbrück Lange Straße 85 Karte                                      | | ca. 1720                            |                    |                 |
| Fachwerkgiebelhaus | Fachwerkgiebelhaus | Wiedenbrück Lange Straße 88 Karte                                      | | 1592                                |                    |                 |
| Fachwerkgiebelhaus | Fachwerkgiebelhaus | Wiedenbrück Lange Straße 89 Karte                                      | | 1610                                |                    |                 |
| Fachwerkgiebelhaus | Fachwerkgiebelhaus | Wiedenbrück Lange Straße 91 Karte                                      | | 1609                                |                    |                 |
| Fachwerkgiebelhaus | Fachwerkgiebelhaus | Wiedenbrück Lange Straße 93 Karte                                      | | 1559                                |                    |                 |
| Fachwerkgiebelhaus | Fachwerkgiebelhaus | Wiedenbrück Lange Straße 95 Karte                                      | | 1607                                |                    |                 |
| Fachwerktraufenhaus | Fachwerktraufenhaus | Wiedenbrück Lange Straße 97/99 Karte                                   | | 1. Hälfte 19. Jh.                   |                    |                 |
| Fachwerkgiebelhaus | Fachwerkgiebelhaus | Wiedenbrück Langenbrücker Torwall 6 Karte                              | | 1. Hälfte 17. Jh.                   |                    |                 |
| Fachwerkgiebelhaus | Fachwerkgiebelhaus | Wiedenbrück Lichtestraße 6 Karte                                       | | 1. Hälfte 18. Jh.                   |                    |                 |
| Marienplatz mit Mariensäule und Kirchhoflaternen | Marienplatz mit Mariensäule und Kirchhoflaternen | Wiedenbrück Marienplatz                                                | | 1899                                |                    |                 |
| Fachwerkgiebelhaus | Fachwerkgiebelhaus | Wiedenbrück Marienstraße 9 Karte                                       | | 2. Hälfte 18. Jh. Anbau 1848        |                    |                 |
| Fachwerkgiebelhaus | Fachwerkgiebelhaus | Wiedenbrück Marienstraße 13 Karte                                      | | 18. Jh.                             |                    |                 |
| Fachwerkgiebelhaus | Fachwerkgiebelhaus | Wiedenbrück Marienstraße 14 Karte                                      | | 19. Jh.                             |                    |                 |
| Speicher | Speicher | Wiedenbrück neben Marienstraße 15 Karte                                | | 19. Jh.                             |                    |                 |
| Fachwerkgiebelhaus | Fachwerkgiebelhaus | Wiedenbrück Marienstraße 17 Karte                                      | | Kern 17. Jh.                        |                    |                 |
| Fachwerkgiebelhaus | Fachwerkgiebelhaus | Wiedenbrück Marienstraße 20 Karte                                      | | 17. bzw. 18. Jh.                    |                    |                 |
| Fachwerkgiebelhaus | Fachwerkgiebelhaus | Wiedenbrück Marienstraße 24 Karte                                      | | 17. bzw. 18. Jh.                    |                    |                 |
| verschiefertes Fachwerktraufenhaus | verschiefertes Fachwerktraufenhaus | Wiedenbrück Marienstraße 26 Karte                                      | | ca. 1800                            |                    |                 |
| weitere Bilder | Marktbrunnen mit betendem Landmann | Wiedenbrück Markt Karte                                                | | 1903                                |                    |                 |
| weitere Bilder | Historisches Rathaus, Fachwerktraufenhaus | Wiedenbrück Markt 1 Karte                                              | | 1619                                |                    |                 |
| weitere Bilder | Kath. Pfarrkirche St. Aegidius | Wiedenbrück Markt 2 Karte                                              | | 2. Hälfte 13. Jh.                   |                    |                 |
| Drei Grabplatte an der Aegidiuskirche | Drei Grabplatte an der Aegidiuskirche | Wiedenbrück Markt 2 Karte                                              | Grabplatten von Otto de Wendt zum Wöstebrink, Johanna Maria Salome von Haxthausen und Paris August von Haxthausen           | 1613, 1709, 1717                    | 2020               | 94              |
| Fachwerkgiebelhaus | Fachwerkgiebelhaus | Wiedenbrück Markt 3 Karte                                              | | 18. Jh.                             |                    |                 |
| Fachwerkgiebelhaus | Fachwerkgiebelhaus | Wiedenbrück Markt 5 Karte                                              | | Anfang 19. Jh.                      |                    |                 |
| Fachwerkgiebelhaus, Ratskeller (Fassaden am Marktplatz, historische Bestandteile der Giebelfassade an der Lange Straße) | Fachwerkgiebelhaus, Ratskeller (Fassaden am Marktplatz, historische Bestandteile der Giebelfassade an der Lange Straße) | Wiedenbrück Markt 11 Karte                                             | | 1560                                |                    |                 |
| Fachwerkgiebelhaus | Fachwerkgiebelhaus | Wiedenbrück Markt 13 Karte                                             | | 19. Jh.                             |                    |                 |
| weitere Bilder | Fachwerkgiebelhaus | Wiedenbrück Mönchstraße 8 Karte                                        | | 1576                                |                    |                 |
| Kilometerstein „70,4“ | Kilometerstein „70,4“ | Wiedenbrück Mönchstraße 8 Karte                                        | Kilometerstein „70,4“ der alten Provinzialstraße 12 von Minden nach Koblenz                                                 |                                     | 2018               | 276             |
| Fachwerkgiebelhaus | Fachwerkgiebelhaus | Wiedenbrück Mönchstraße 9 Karte                                        | | 1611                                |                    |                 |
| weitere Bilder | Fachwerkgiebelhaus | Wiedenbrück Mönchstraße 10/10a Karte                                   | | 1549                                |                    |                 |
| Fachwerkgiebelhaus | Fachwerkgiebelhaus | Wiedenbrück Mönchstraße 12 Karte                                       | | 1665                                |                    |                 |
| Fachwerkhoftor | Fachwerkhoftor | Wiedenbrück Mönchstraße (zwischen Nr. 12 u. 14) Karte                  | Hoftor mit Hausmarken und Chronogramm                                                                                       | 1717                                | 10. November 2016  | 275             |
| Fachwerktraufenhaus | Fachwerktraufenhaus | Wiedenbrück Mönchstraße 13 Karte                                       | | ca. 18. bis 19. Jh.                 |                    |                 |
| Fachwerktraufenhaus | Fachwerktraufenhaus | Wiedenbrück Mönchstraße 18 Karte                                       | | 18. Jh.                             |                    |                 |
| weitere Bilder | Franziskanerkloster einschließlich Klosterbogen | Wiedenbrück Mönchstraße 19 Karte                                       | | 1667–1716 Anbau 1892                | 11. Oktober 1982   |                 |
| Klostergarten mit Gartenpavillon und Unterstand | Klostergarten mit Gartenpavillon und Unterstand | Wiedenbrück Mönchstraße 19, Nonnenwall 1 Karte                         | |                                     | 2011               |                 |
| Fachwerkgiebelhaus | Fachwerkgiebelhaus | Wiedenbrück Mönchstraße 21 Karte                                       | | 1. Hälfte 19. Jh.                   |                    |                 |
| weitere Bilder | Franziskanerkirche St. Ursula | Wiedenbrück Mönchstraße 22 Karte                                       | | Ende 15. Jh.                        |                    |                 |
| Fachwerktraufenhaus | Fachwerktraufenhaus | Wiedenbrück Mühlenwall 1 Karte                                         | | 1831                                |                    |                 |
| Fachwerkgiebelhaus | Fachwerkgiebelhaus | Wiedenbrück Mühlenwall 3 Karte                                         | | 1817                                |                    |                 |
| Fachwerktraufendoppelhaus | Fachwerktraufendoppelhaus | Wiedenbrück Mühlenwall 11/13 Karte                                     | | 1801                                |                    |                 |
| weitere Bilder | „Pulverturm“, ehemaliger Zwingermauerturm | Wiedenbrück Mühlenwall Karte                                           | | 1570                                |                    |                 |
| Fachwerkgiebelhaus | Fachwerkgiebelhaus | Wiedenbrück Neupförtner Wall 5 Karte                                   | | 1615                                |                    |                 |
| Fachwerkgiebelhaus | Fachwerkgiebelhaus | Wiedenbrück Neupförtner Wall 6 Karte                                   | | Anfang 19. Jh.                      |                    |                 |
| Fachwerktraufenhaus | Fachwerktraufenhaus | Wiedenbrück Neupförtner Wall 13 Karte                                  | | 1. Hälfte 19. Jh.                   |                    |                 |
| Fachwerkgiebelhaus (straßenseitige Giebelfassade, vorderer Teil der südöstlichen Trauffassade) | Fachwerkgiebelhaus (straßenseitige Giebelfassade, vorderer Teil der südöstlichen Trauffassade) | Wiedenbrück Neupförtner Wall 15 Karte                                  | | ca. 1790                            |                    |                 |
| Fachwerktraufenhaus | Fachwerktraufenhaus | Wiedenbrück Neupförtner Wall 17 Karte                                  | | 1788                                |                    |                 |
| Fachwerkgiebelhaus | Fachwerkgiebelhaus | Wiedenbrück Neupförtner Wall 19 Karte                                  | | 18. Jh.                             |                    |                 |
| Fachwerktraufenhaus | Fachwerktraufenhaus | Wiedenbrück Neupförtner Wall 31/33 Karte                               | | Ende 18. Jh.                        |                    |                 |
| Fachwerktraufenhaus | Fachwerktraufenhaus | Wiedenbrück Neupförtner Wall 35 Karte                                  | | 1614/18. Jh.                        |                    |                 |
| Fachwerktraufenhaus (ohne östliche Trauffassade und Südgiebel), Nebengebäude zu „Klingelbrink 27“ | Fachwerktraufenhaus (ohne östliche Trauffassade und Südgiebel), Nebengebäude zu „Klingelbrink 27“ | Wiedenbrück Neupförtner Wall 37 Karte                                  | | ca. 18. Jh.                         |                    |                 |
| weitere Bilder | Einfriedung des Franziskanerklosters | Wiedenbrück Nonnenwall/Ostenstraße Karte                               | | ca. 1900–1915                       | 11. März 1991      |                 |
| weitere Bilder | Fachwerkgiebelhaus | Wiedenbrück Nonnenwall 4 Karte                                         | | 1903                                |                    |                 |
| Kreuzigungsgruppe auf dem Kommunalfriedhof | Kreuzigungsgruppe auf dem Kommunalfriedhof | Wiedenbrück Nordring/Friedhofsweg Karte                                | | 1887 bzw. 1932                      |                    |                 |
| Putzbau, Villa | Putzbau, Villa | Wiedenbrück Nordwall 17 Karte                                          | | 1905/06                             |                    |                 |
| Fachwerkgiebelhaus | Fachwerkgiebelhaus | Wiedenbrück Ostenwall 1 Karte                                          | | 18. Jh.                             |                    |                 |
| Fachwerktraufenhaus (Doppelhaus) | Fachwerktraufenhaus (Doppelhaus) | Wiedenbrück Ostenwall 6 Karte                                          | | 1625 bzw. 1. Hälfte 19. Jh.         |                    |                 |
| Fachwerktraufenhaus | Fachwerktraufenhaus | Wiedenbrück Ostenwall 10 Karte                                         | | Ende 18. Jh./Anfang 19. Jh.         |                    |                 |
| Fachwerktraufenhaus | Fachwerktraufenhaus | Wiedenbrück Ostenwall 22 Karte                                         | | 18. Jh.                             |                    |                 |
| Fachwerktraufenhaus | Fachwerktraufenhaus | Wiedenbrück Ostenwall 24 Karte                                         | | 18. Jh.                             |                    |                 |
| Fachwerktraufenhaus | Fachwerktraufenhaus | Wiedenbrück Ostenwall 28 Karte                                         | | 18. Jh.                             |                    |                 |
| weitere Bilder | Kriegerehrenmal | Wiedenbrück Rektoratsstraße Karte                                      | | 1893                                |                    |                 |
| Flachdachbungalow mit Garten | Flachdachbungalow mit Garten | Wiedenbrück Rektoratsstraße 3 Karte                                    | | 1968                                | 11. November 2015  | 273             |
| Traufenständiger Putzbau | Traufenständiger Putzbau | Wiedenbrück Rietberger Straße 2 Karte                                  | | 1927                                |                    |                 |
| Künstlerhaus Wiedenbrück | Künstlerhaus Wiedenbrück | Wiedenbrück Rietberger Straße 6/8 Karte                                | Historisches Doppelhaus, ab 1. OG Fachwerk                                                                                  | 1904                                |                    |                 |
| Werkstattgebäude, ab 1. OG Fachwerk | Werkstattgebäude, ab 1. OG Fachwerk | Wiedenbrück Rietberger Straße 6/8 Anschrift neu: Hoetger-Gasse 1 Karte | | 1904/05                             |                    |                 |
| traufenständiger Ziegelbau | traufenständiger Ziegelbau | Wiedenbrück Stromberger Straße 12 Karte                                | | 1865–1870                           |                    |                 |
| ehemalige Ziegelei Eusterbrock | ehemalige Ziegelei Eusterbrock | Wiedenbrück Stromberger Straße 55 Karte                                | | Ende 19. Jh.                        |                    |                 |
| Fachwerkgiebelhaus | Fachwerkgiebelhaus | Wiedenbrück Wasserstraße 3 Karte                                       | | Ende 18. Jh./Kerngerüst 1555        |                    |                 |
| weitere Bilder | Fachwerkgiebelhaus | Wiedenbrück Wasserstraße 19 Karte                                      | | 1622                                |                    |                 |

## Bewegliche Denkmäler
| Bild                                   | Bezeichnung                            | Lage                                                 | Beschreibung | Bauzeit                | Eingetragen seit | Denkmal- nummer |
| -------------------------------------- | -------------------------------------- | ---------------------------------------------------- | --- | ---------------------- | ---------------- | --------------- |
| 2 Grabplatten (Geschwister Bocksilber) | 2 Grabplatten (Geschwister Bocksilber) | Rheda Fürst-Bentheim-Straße / Ev. Friedhof Karte     | | 1712 und 1724          |                  |                 |
| Wappenstein                            | Wappenstein                            | Rheda Gütersloher Straße/Rosengarten Karte           | | 1721                   |                  |                 |
| BW                                     | Marienstatue                           | Wiedenbrück Rektoratsstraße 23/Ratsgymnasium Karte   | | Anfang 18. Jh.         |                  |                 |
| BW                                     | Löschgruppenfahrzeug LF 16             | Rheda Zum Eidhagen 2 / Feuerwehrhaus Karte           | | 1958                   |                  |                 |
|                                        | Statue „Wenzel Anton Graf Kaunitz“     | Wiedenbrück Künstlerhaus Wiedenbrück Hoetger-Gasse 1 | Die 88 cm hohe Gipsstatue des Wenzel Anton Graf Kaunitz von Caspar von Zumbusch diente als Modell für die Graf Kaunitz Bronzefigur auf dem Maria-Theresien-Denkmal in Wien. | zwischen 1874 und 1888 |                  | 6               |

## Abgegangene Denkmäler
Abgebrochene oder zerstörte Objekte:

| Bild                | Bezeichnung         | Lage                           | Beschreibung                                                         | Bauzeit  | Eingetragen seit | Denkmal- nummer |
| ------------------- | ------------------- | ------------------------------ | -------------------------------------------------------------------- | -------- | ---------------- | --------------- |
| Fachwerktraufenhaus | Fachwerktraufenhaus | Rheda Berliner Straße 65 Karte | Im Juli 2020 durch Brand schwer beschädigt. Abriss im November 2023. | ca. 1800 |                  |                 |

## Gelöschte Denkmäler
Aus der Denkmalliste ausgetragene/gelöschte Objekte:

| Bild | Bezeichnung        | Lage                                  | Beschreibung | Bauzeit           | Eingetragen seit | Denkmal- nummer |
| ---- | ------------------ | ------------------------------------- | ------------ | ----------------- | ---------------- | --------------- |
| BW   | Fachwerkgiebelhaus | Wiedenbrück Neupförtner Wall 11 Karte |              | 1. Hälfte 19. Jh. |                  |                 |